# Lgbt-symbolen

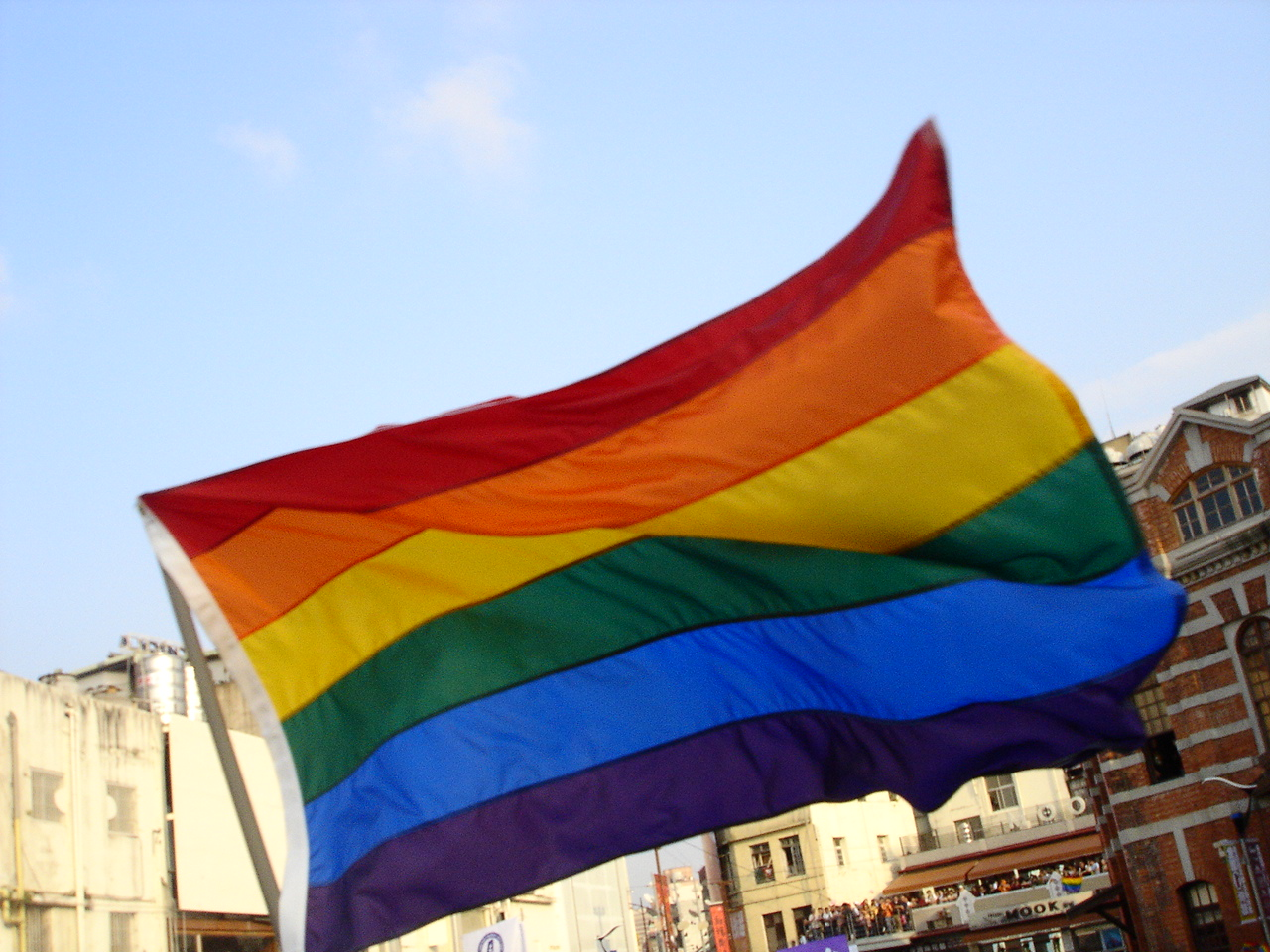
Regenboogvlag

Lgbt-symbolen worden door lesbische vrouwen, homoseksuelen, biseksuelen en transgenders (lgbt'ers) gebruikt om zich individueel of gezamenlijk te identificeren.
Ze staan symbool voor eenheid, trots, gedeelde normen en waarden en de bereidheid elkaar te steunen. Ook vertegenwoordigen ze ideeën, concepten en identiteiten binnen de lgbt-gemeenschap. De internationaal meest bekende symbolen zijn de roze driehoek en de regenboogvlag.
De roze driehoek, geïntroduceerd tijdens de Tweede Wereldoorlog door het naziregime als een teken van schaamte, werd door de lgbt-gemeenschap overgenomen als geuzenteken. Desondanks behield het zijn negatieve associaties met het verleden. Vanaf de jaren 70 werd daarom steeds vaker de regenboogvlag gebruikt als een meer neutraal symbool dat ook beter de diversiteit van de homobeweging uitdrukt.

## Driehoeken gebruikt tijdens het naziregime
Een van de oudste symbolen is de roze driehoek, die zijn oorsprong vindt in de driehoek die homoseksuelen op hun kleding moesten dragen in de concentratiekampen. Veel van de 5000 tot 15000 homoseksuele mannen en lesbische vrouwen die gevangen zaten in de concentratiekampen overleefden de Holocaust niet. Om deze reden werd de roze driehoek gebruikt als symbool voor de homoseksuele identiteit en ter herinnering aan de gruwelijkheden in de concentratiekampen.
De roze driehoek werd in de concentratiekampen uitsluitend gedragen door mannen. Paragraaf 175 stelde homoseksuele activiteiten tussen mannen strafbaar. Lesbische vrouwen vielen daarom niet onder deze wetgeving. De United States Holocaust Memorial Museum geeft als verklaring dat dit mogelijk te maken had met de toen ondergeschikte positie van de vrouw aan de man. Ook zou men mannen als meer bedreigend zien voor het naziregime. Lesbische vrouwen werden daarom vervolgd op basis van "asociaal" gedrag, wat inhield dat het gedrag van deze vrouwen niet in overeenstemming was met het stereotiepe beeld wat de nazi's hadden van de ideale vrouw. Deze vrouwen moesten een zwarte driehoek dragen. Lesbische vrouwen gebruikten hierop de zwarte driehoek als een lesbisch symbool.
De ACT UP-beweging adopteerde de roze driehoek als een symbool voor het gevecht tegen HIV en Aids.

Roze driehoek voor homoseksuele mannen
Zwarte driehoek voor "asociale" en "werkschuwe" mensen
Roze op Gele driehoek voor joodse homoseksuele mannen
Variatie op de roze driehoek met een groene cirkel, symbool voor een safe space

## Labrys
De labrys was een belangrijk symbool binnen de Minoïsche beschaving. Deze beschaving zou matriarchale kenmerken vertonen. Het wordt vanaf 1970 gebruikt als symbool voor lesbische en feministische kracht. Sommige vrouwen tatoeëren het symbool aan de binnenkant van de pols. Andere dragen het als sieraad.

Lesbische labrysvlag
Labrys

## Lambda
Een kleine roze Griekse letter lambda werd door grafisch designer Tom Doerr gekozen als symbool voor de New Yorkse afdeling van de Gay Activists Alliance. In december 1974 werd door de International Gay Rights Congres in Edinburgh de lambda het officiële symbool voor gelijke rechten voor homoseksuele mannen en lesbische vrouwen. De mensenrechtenorganisaties Lambda legal en Lambda Literary Foundation ontlenen hun logo aan het lambda-symbool.

## Paarse hand
Op 31 oktober 1969 hielden zes leden van de Gay Liberation Front en de Society for Individual Rights In San Francisco een protest bij het kantoor van de krant San Francisco Examiner. Dit in reactie op een aantal artikelen waarin met minachting werd gesproken over de gaybars en clubs van San Francisco. Het protest leidde tot een incident waarbij medewerkers van de krant vanaf de derde verdieping inkt gooiden naar de betogers. Deze reageerden door met de inkt leuzen (Gay Power) en handafdrukken op de muren achter te laten. De politie arresteerde hierop de betogers op een gewelddadige wijze. Dit incident werd later bekend onder de naam "Friday of the Purple Hand" (Vrijdag van de Paarse Hand) en "Bloody Friday of the Purple Hand" (Bloedige vrijdag van de Paarse Hand)
Geïnspireerd door de methode van de Zwarte hand wilden een aantal activisten het symbool van de Paarse hand overnemen. Dit als waarschuwing tegen de aanvallen op homoseksuele mannen en lesbische vrouwen. De beweging had weinig succes. De Turkse mensenrechtenbeweging MorEl Eskişehir LGBTT Oluşumu heeft een op de Paarse hand gebaseerd embleem.

## Regenboogvlag
Gilbert Baker ontwierp in 1978 de regenboogvlag (met acht kleuren) voor de Gay Pride Parade in San Francisco op 25 juni 1978. Sinds 1979 is de vlag met zes kleuren gebruikelijk. De kleuren staan symbool voor de mondiale diversiteit van homo's en lesbiennes. De kleuren worden ook gebruikt op andere manieren om de 'LGBT pride' te symboliseren. Zo ontwierp in 1991 de ontwerper David Spada de Freedom Rings, zes aluminium ringen in de kleuren van de regenboogvlag. In 2018 kwam er een variant bij met toegevoegde driehoek met kleuren van de transgendervlag en bruine en zwarte banen. 

Regenboogvlag (met zes kleuren, uitvoering sinds 1979)
Regenboogvlag (met acht kleuren, eerste uitvoering uit 1978)
Regenboogvlag (met zeven kleuren, ontwerp van Gilbert Baker uit 1978)
Regenboogvlag met toegevoegde driehoek met kleuren van de transgendervlag en bruine en zwarte banen (sinds 2018).
Regenboogvlag met tevens toegevoegd symbool (cirkel) voor intersekse (sinds 2021).

## Biseksualiteit
Op 5 december 1998 werd door ontwerper Michael Page een vlag gepresenteerd die symbool moest staan voor biseksualiteit. De vlag bestaat uit drie horizontale banen in de kleuren magenta, blauw en lavendel. Alternatief symbool zijn twee overlappende driehoeken in de kleuren roze en blauw. Roze staat hierbij voor de liefde voor vrouwen, blauw voor de liefde voor mannen en de kleine overlappende driehoek voor de liefde voor beide seksen.
Het biseksuele maansymbool is ontworpen om een verwijzing naar de door het naziregime gebruikte roze driehoek te vermijden.

Biseksualiteitvlag
Biseksualiteitdriehoeken
Biseksualiteitmanen
Vrouwelijk biseksueel symbool
Mannelijk biseksueel symbool

## Panseksualiteit
De panseksuele vlag wordt sinds 2010 gevonden op het internet. De kleur roze verwijst naar vrouwen, blauw naar mannen en geel naar genderqueers, zoals zij die agender, bigender of genderfluïde zijn.

Panseksualiteitvlag
Polyseksualiteitvlag
Panseksualiteitsymbool

## Transgender
Populaire symbolen die staan voor de identiteit van transgenders zijn vaak ontstaan uit een combinatie van de symbolen voor de man en de vrouw. Holy Boswell ontwierp in 1993 een variant waarbij een pijl in combinatie met en kruis de cirkel doorkruist. Het symbool is opgenomen als Unicode [⚧]=[U+26A7]. Rumpus Parable ontwierp een versie voor agenders.
De transgendervlag werd ontworpen door Monica Helms, een vrouwelijke transgender, in 1999. De vlag werd voor de eerste keer gebruikt tijdens de gaypride in Phoenix (2000). De vlag staat symbool voor de transgendergemeenschap en bestaat uit vijf horizontale banen: twee lichtblauw, twee lichtroze en een witte baan in het midden. De kleur wit staat voor iedereen met een fluïde gender-identiteit, die zichzelf beschouwen als genderloos of in een proces van geslachtsverandering zitten. In het Amerikaanse Santa Clara werd de vlag in 2016 voor het eerst gebruikt. Een alternatieve transgendervlag werd in 2002 ontworpen door Jennifer Pellinen.
Voor de genderfluïed ontwierp JJ Poole in 2012 een vlag met vijf strepen. De roze kleur verwijst naar het vrouwelijke of het gevoel vrouw te zijn. De kleur wit staat symbool voor genderloosheid of mensen die zichzelf beschouwen als genderneutraal. De paarse band staat symbool voor androgynie en de combinatie van mannelijkheid en vrouwelijkheid. De vierde kleur is zwart en staat voor alle andere geslachten (waaronder pangender). De laatste kleur is blauw. Symbool voor mannelijkheid of het gevoel man te zijn.

Transgendervlag (Monica Helms)
Transgendervlag (Jennifer Pellinen)
Algemene non-binaryvlag
Genderqueervlag
Genderfluïedvlag (JJ Poole)
Transgendersymbool
Geblokkeerd Transgendersymbool
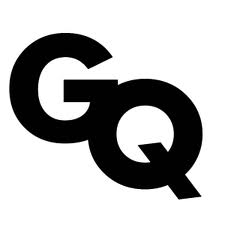
Genderqueerlogogram

Andere symbolen zijn de vlinder (symbool voor het proces van verandering), drie hexagons (chemisch symbool voor oestrogeen en testosteron) en een roze/blauw yin-yang-symbool.

## Geen gender

Agendervlag
Neutroisvlag
Agendersymbool
Neutroissymbool

## Intersekse
De vlag voor intersekse werd in juli 2013 ontworpen door de Organisation Intersex International Australia. Deze organisatie wilde een vlag ontwerpen zonder verwijzingen naar gebruikelijke kleuren voor de geslachten. De paarse cirkel op het gele vlak staan symbool voor intersekse. Het symbool van de planeet Mercurius wordt als interseksesymbool gebruikt.

Interseksevlag (2013)
Interseksevlag (2010)
Regenboogvlag met tevens toegevoegd symbool (cirkel) voor intersekse (sinds 2021).
Mercuriussymbool

## Aseksualiteit
In 2010 ontstond na een inspraakproces tussen het Amerikaanse netwerk Asexual Visibility and Education Network (AVEN) en andere niet-Engelstalige partijen consensus over een vlag voor aseksualiteit. De vlag bestaat uit vier horizontale banen waarin de kleur zwart symbool staat voor aseksualiteit, grijs voor het gebied tussen seksualiteit en aseksualiteit, wit voor seksualiteit en paars voor de gemeenschap.
Andere symbolen voor aseksualiteit zijn de schoppenaas en hartenaas.

Aseksualiteitvlag
Demiseksualiteitvlag
AVEN-driehoek, symbool voor aseksualiteit

## Polyamorie
Polyamorie is wanneer je openstaat voor meer dan een liefdesrelatie en die dan ook met zijn drieën hebt.

Polyamorievlag
Polyamorie - Pride vlag
Polyamoriesymbool

## Subculturen

### Bear
De homosubcultuur van beren kent een eigen vlag ontworpen in 1995 door Craig Byrnes. De kleuren van de vlag - donkerbruin, oranje/roest, goudgeel, tan, wit, grijs en zwart - symboliseren diersoorten beren over de hele wereld. Hoewel de vlag niet noodzakelijkerwijs verwijst naar de menselijke huidskleur of haarkleur, is hij ontworpen met het oog op inclusie. De berencultuur viert secundaire geslachtskenmerken zoals de groei van lichaamsbeharing en gezichtshaar, eigenschappen die geassocieerd worden met beren.

### Butch en femme
De lesbische subcultuur van Butch en femme wordt door de website Butch-Femme.com gesymboliseerd door een zwarte driehoek op een rode cirkel.

### Leer
De subcultuur rondom leerfetisjisme kent sinds 1989 een eigen vlag, ontworpen door Tony DeBlase. Het werd voor het eerst gepresenteerd tijdens het International Mister Leather evenement op 28 mei 1989 in Chicago (Illinois, Verenigde Staten). De vlag kent negen horizontale banen, waarvan vier zwart en vier in de kleur koningsblauw. De centrale baan is wit. Linksboven een rood hart. DeBlase kende geen specifieke betekenis toe aan de gebruikte kleuren en symbolen. Behalve in deze subcultuur wordt de vlag ook gebruikt binnen de bdsm-gemeenschap.

Leather pride-vlag
Rubber pride-vlag
Bdsm-vlag
Eigenaarsvlag
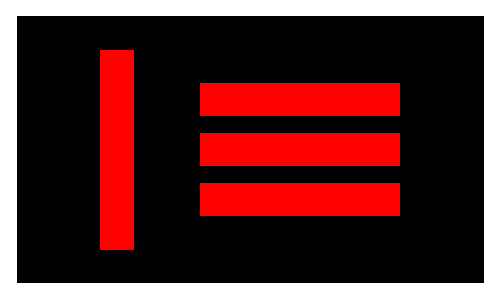
Meester-slaafvlag

## Andere symbolen

### Witte knoop
De witte knoop staat symbool voor het homohuwelijk in de Verenigde Staten. De knoop combineert twee symbolen voor het huwelijk, de kleur wit en de "knoop". Een aantal beroemdheden dragen de witte knoop uit solidariteit.
De witte knoop werd in november 2008 door Frank Voci ontworpen als protest op proposition 8, waarin bepaald werd dat in Californië alleen een huwelijk tussen man en vrouw geldig is, en het schenden van mensenrechten van mensen binnen de lgbt-gemeenschap.

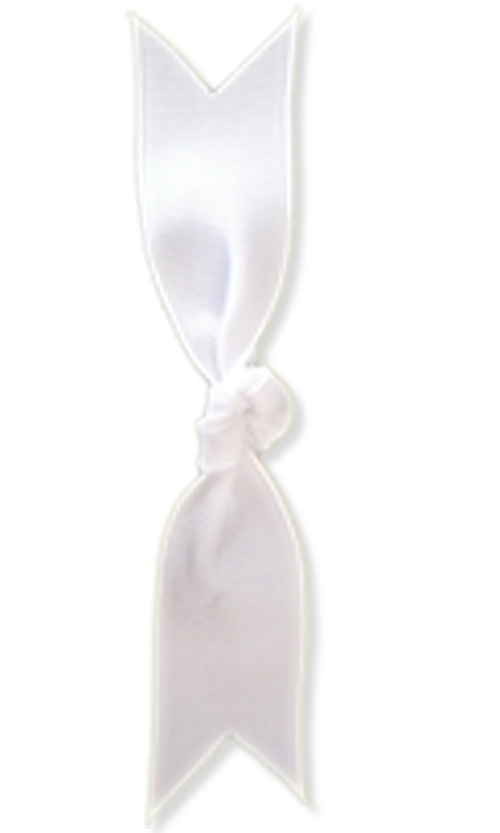

### Kleur groen
Binnen zowel het oude Rome als in het Engeland van de negentiende eeuw werd de kleur groen geassocieerd met homoseksualiteit. Tijdens het victoriaans tijdperk droegen mannen, in navolging van de schrijver Oscar Wilde, een groene anjer op hun revers.

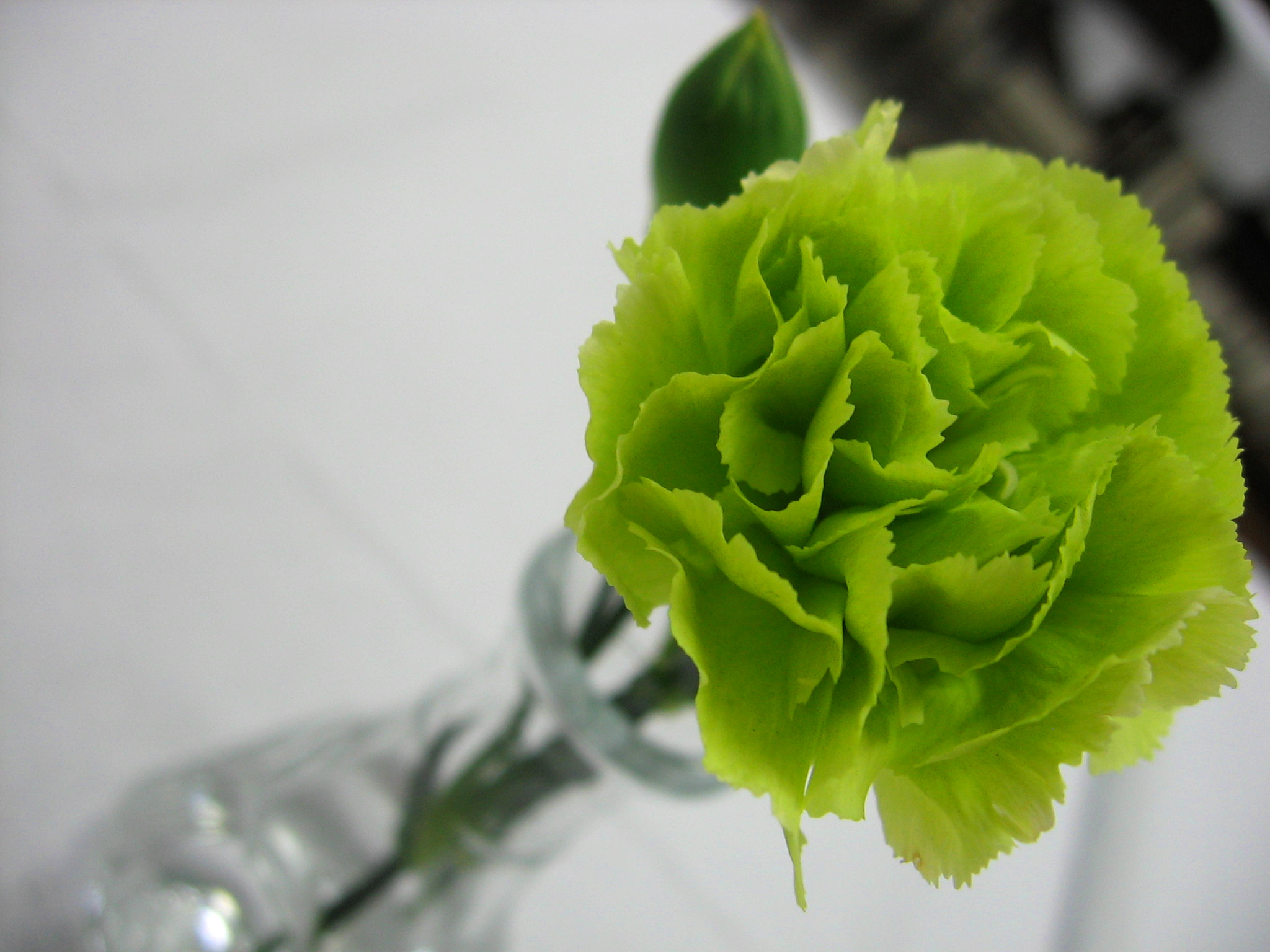

### Kalmoes
Volgens sommige interpretaties zou de Amerikaanse dichter Walt Whitman de kalmoes gebruiken om te verwijzen naar zijn liefde voor homo-erotiek.

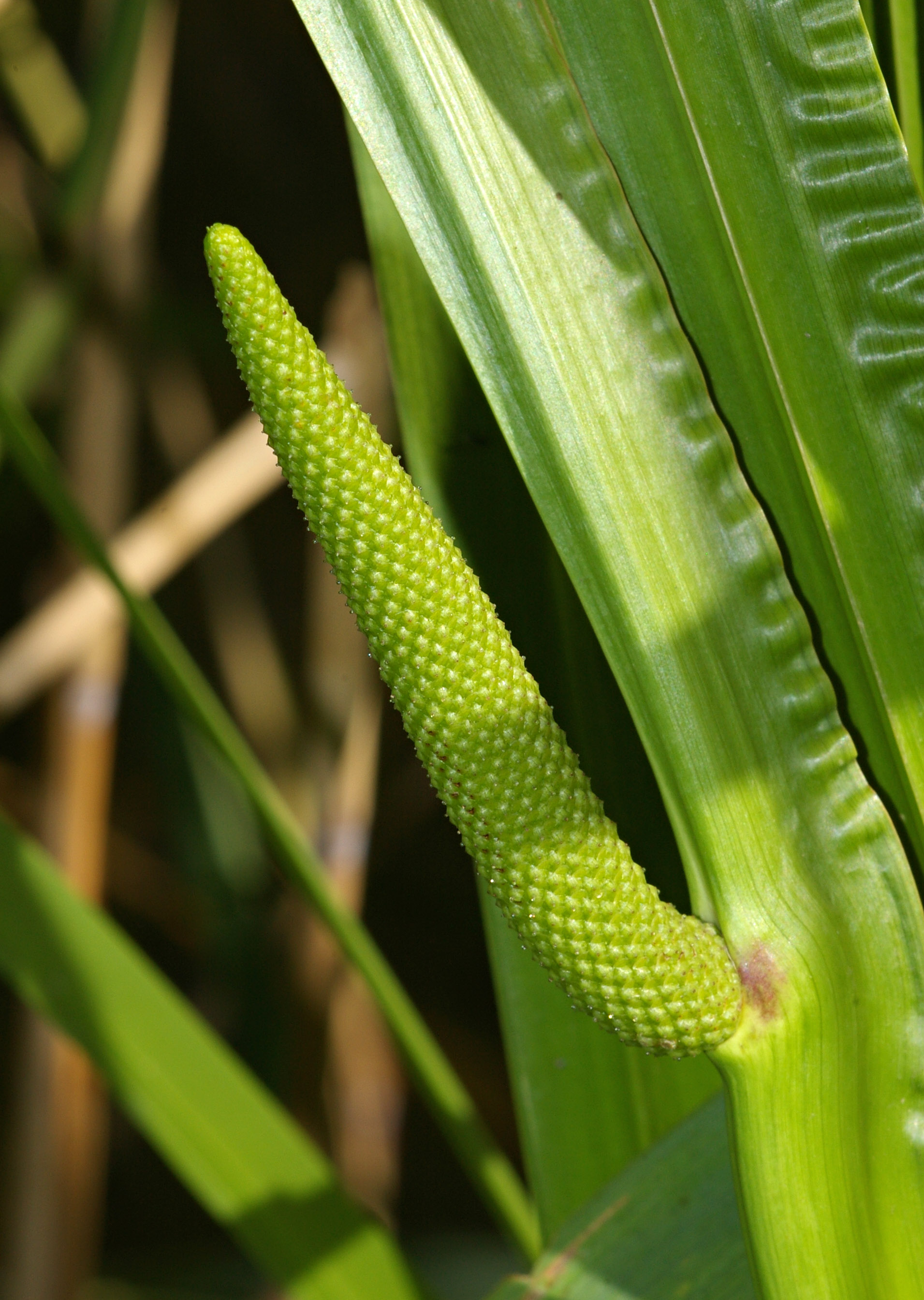

### Viooltje
Biseksuele en lesbische vrouwen gaven viooltjes aan minnaressen, als een symbool voor hun "saffische" liefde. De Griekse dichteres Sappho beschrijft in een gedicht hoe zij en haar minnares een hanger van viooltjes dragen. Het geven van viooltjes was populair in de periode 1910 tot 1950.

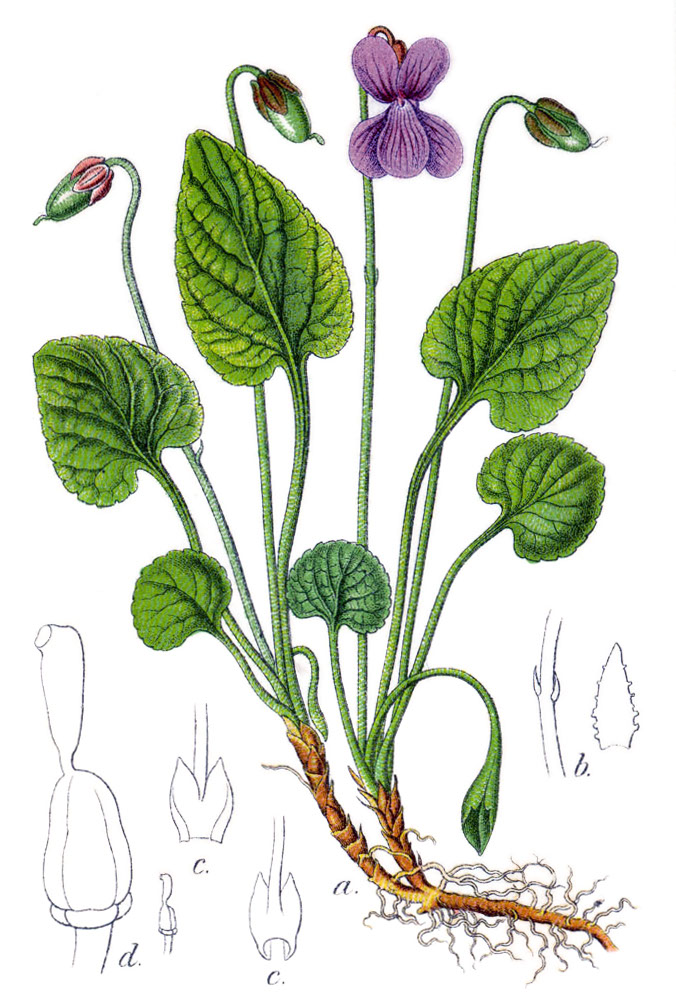